# The Esplanade

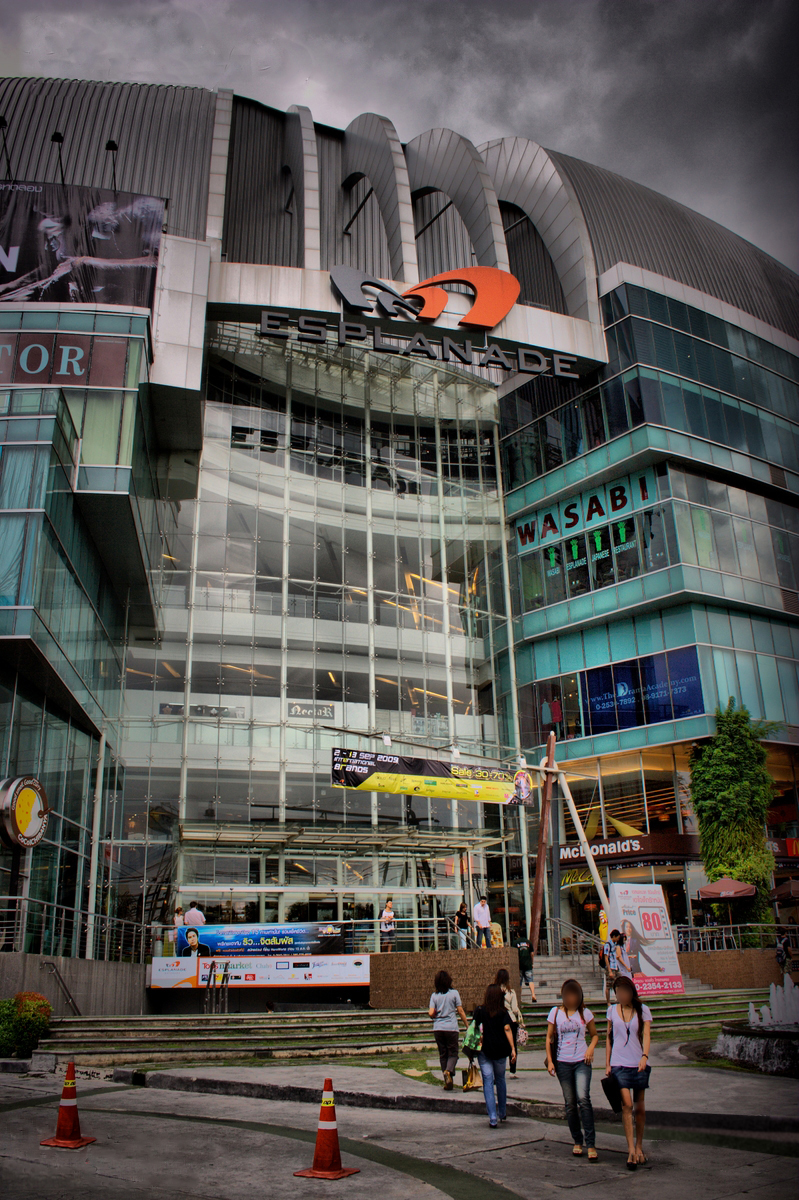
商場外貌

The Esplanade（泰文：เมืองไทยรัชดาลัยเธียรเตอร์）位於泰國的首都曼谷的粦玲縣之叻猜拉披色路99號，是一個購物及娛樂綜合商場。

## 歷史
商場在2006年12月開幕，並在在2007年10月舉辦了「第五屆曼谷世界電影節」。7層樓包括：零售商店及餐館面積超過100,000平方公呎；面積12,000平方公呎的12個小型電影院提供3,000個座位；1200平方公呎的「B2S書店」。其它設施包括面積2,500平方公呎22條保齡球館、面積2,000平方公呎的溜冰場及面積2,000平方公呎的超級市場。2007年3月更開設1,500個座位的「Ratchadalai音樂廳」，並保持定期的演出。

## 公共交通
- 曼谷地鐵，泰國文化中心車站（Thailand Cultural Centre），出口3。

## 外部連結
- 廣場電影中心的官方網站（页面存档备份，存于）